# Agrupación Señor Serrano
Agrupación Señor Serrano és una companyia de teatre independent que ha esdevingut un dels màxims exponents del teatre intermèdia a Europa.

## Història
Va ser fundada per Àlex Serrano el 2006 per al muntatge de la peça Mil tristos tigres. Actualment, junt amb Serrano, la companyia la formen de manera estable el dramaturg i performer Pau Palacios i la productora Barbara Bloin, per bé que molts col·laboradors han repetit de muntatge en muntatge, com ara el dramaturg Ferran Dordal, el videoartista Vicenç Vilaplana, l'escenògrafa Sílvia Delagneau o el dissenyador de so Roger Costa Vendrell.
L'Agrupación Señor Serrano és una companyia de festivals; la seva trajectòria s'ha desenvolupat a través de coproduccions i residències, i sempre ha estat difícil trobar-los fent temporada en sales convencionals. Això no ha impedit, però, que els seus espectacles tinguin una llarga vida als escenaris; sovint, d'anys. Si bé des dels seus primers espectacles van comptar amb l'aval de la crítica i el públic, no va ser fins a l'estrena d'A house in Asia (2014) i, sobretot, Birdie (2016) que la companyia es va consolidar i va esdevenir un imprescindible de qualsevol espai o festival que volgués apostar per nous formats escènics.
La companyia ha estat distingida amb guardons de rellevància nacional i internacional: premi de la Crítica de noves tendències els anys 2014 i 2016, Premi FAD-Sebastià Gasch d'Arts Parateatrals 2016, premi Butaca de noves dramatúrgies 2017, premi Ciutat de Barcelona de Teatre 2017, premis als festivals d'Ostrava, al TILT de Perpinyà, al Kontrapunkt polonès, entre d'altres. Tot i que potser el més destacat de tots va ser el Lleó de Plata a la innovació teatral de la Biennal de Venècia 2015. L'any 2017 va ser convidada al Kosmopolis, el Festival de Literatura Amplificada del CCCB de Barcelona, una intervenció inèdita per a una companyia teatral. Aquesta llista de reconeixements no ha significat que la companyia hagi deixat d'investigar les fronteres de la forma escènica: un dels seus darrers espectacles Grand Center Europa, una intervenció escènica a la novena simfonia de Beethoven, va causar una enorme polèmica en la seva estrena a l'Auditori de Barcelona.

## Estil
L'Agrupación Señor Serrano és el màxim exponent de l'escena intermèdia catalana, i una de les companyies referent a nivell europeu. El llenguatge escènic que els caracteritza i els fa reconeixibles es troba de forma embrionària en els seus primers espectacles. A partir d'A House in Asia ja es veuen tots els elements aglutinats i harmonitzats en una proposta única: l'ús del vídeo per fer cinema escènic en directe amb objectes, maquetes, cartelleria i ninots, unes propostes basades en la plasticitat, el text treballat com a un material escènic més, sovint assagístic o divulgatiu, la música en directe i la hibridació amb les formes performàtiques. Els seus espectacles exploren la realitat i la condició postmodernes i s'insereixen de ple en la tradició postdramàtica. Com a companyia independent nascuda i madurada en el si de la crisi de la primera dècada del segle xxi, ha forjat un modus vivendi que escapa de les programacions estables dels circuits teatrals urbans. El seu cas, però, és un dels més reeixits pel que fa a presència internacional i quantitat de gires per espectacle.

## Produccions[2]
- Mil tristos tigres, direcció i dramatúrgia d’Àlex Serrano. Festival PNRM, Olot. Octubre 2006.
- Europa, d’Àlex Serrano i Pau Palacios. Festival GREC, Barcelona. Juliol 2007.
- Contra.Natura, d’Àlex Serrano i Pau Palacios. Direcció d’Àlex Serrano. L’Estruch, Sabadell. Novembre 2008.
- Artefacte, d’Àlex Serrano i Pau Palacios. Direcció d’Àlex Serrano. Festival VEO, València. Febrer del 2009.
- Memo, d’Àlex Serrano i Pau Palacios. Direcció d’Àlex Serrano. Festival TNT, Terrassa. Abril 2010.
- Katastrophe, dramatúrgia i direcció d’Àlex Serrano i Pau Palacios. Festival Tilt, Perpinyà. Març 2011.
- Brickman Brando Bubble Boom, dramatúrgia i direcció d’Àlex Serrano, Pau Palacios i Ferran Dordal. Festival TNT, Terrassa. Octubre 2012.
- A House in Asia, dramatúrgia i direcció d’Àlex Serrano, Pau Palacios i Ferran Dordal. Festival GREC, Barcelona. Juliol del 2014.
- Birdie, dramatúrgia i direcció d’Àlex Serrano, Pau Palacios i Ferran Dordal. Festival GREC, Barcelona. Juliol 2016.
- Kingdom, dramatúrgia i direcció d’Àlex Serrano, Pau Palacios i Ferran Dordal. Teatre Lliure, Barcelona. Juliol 2018.
- Garden Center Europa, dramatúrgia i direcció d’Àlex Serrano, Pau Palacios i Ferran Dordal. L’Auditori, Barcelona. Març 2019.
- The Mountain, dramatúrgia i direcció d’Àlex Serrano, Pau Palacios i Ferran Dordal. Teatre Lliure, Barcelona. Juliol 2020.